# Lil Yachty
Miles Parks McCollum, mer känd under artistnamnet Lil Yachty, född 23 augusti 1997 i Mableton, Georgia, är en amerikansk rappare, sångare och musikproducent.

## Diskografi

### Studioalbum
| År   | Album            |
| ---- | ---------------- |
| 2017 | Teenage Emotions |
| 2018 | Lil Boat 2       |
| 2018 | Nuthin' 2 Prove  |
| 2020 | Lil Boat 3       |
| 2023 | Let's Start Here |

### Mixtape
| År   | Album             |
| ---- | ----------------- |
| 2016 | Lil Boat          |
| 2016 | Summer Songs 2    |
| 2021 | Michigan Boy Boat |

### Singlar
| År   | Titel                                                      | Album                       |
| ---- | ---------------------------------------------------------- | --------------------------- |
| 2016 | "One Night"                                                | Lil Boat                    |
| 2016 | "Minnesota" (feat. Quavo, Skippa Da Flippa och Young Thug) | Lil Boat                    |
| 2017 | "Harley"                                                   | Teenage Emotions            |
| 2017 | "Peek a Boo" (feat. Migos)                                 | Teenage Emotions            |
| 2017 | "Bring It Back"                                            | Teenage Emotions            |
| 2017 | "X Men" (feat. Evander Griiim)                             | Teenage Emotions            |
| 2017 | "Ice Tray" (med Quavo)                                     | Control the Streets, Vol. 1 |
| 2018 | "Who Want the Smoke?" (feat. Cardi B och Offset)           | Nuthin' 2 Prove             |
| 2019 | "Go Krazy, Go Stupid Freestyle"                            | —                           |
| 2020 | "Hightop Shoes" (med Lil Keed och Zaytoven)                | A-Team                      |
| 2020 | "Oprah's Bank Account" (med DaBaby feat. Drake)            | Lil Boat 3                  |
| 2020 | "Split/Whole Time"                                         | Lil Boat 3                  |
| 2020 | "Not Regular" (med Sada Baby)                              | —                           |
| 2021 | "Hit Bout It" (feat. Kodak Black)                          | —                           |